# Caldera Santorini
La caldera Santorini es una gran caldera volcánica, gran parte de la cual se encuentra sumergida, que se encuentra en la zona sur del mar Egeo, a 120 kilómetros de Creta en Grecia. Por encima de la superficie del mar está el grupo circular de las islas de Santorini, que se compone de Santorini (también llamada Thera), que es la isla principal, Therasia y Aspronisi en la periferia, y las dos islas Kameni en el centro del grupo.

## Geografía

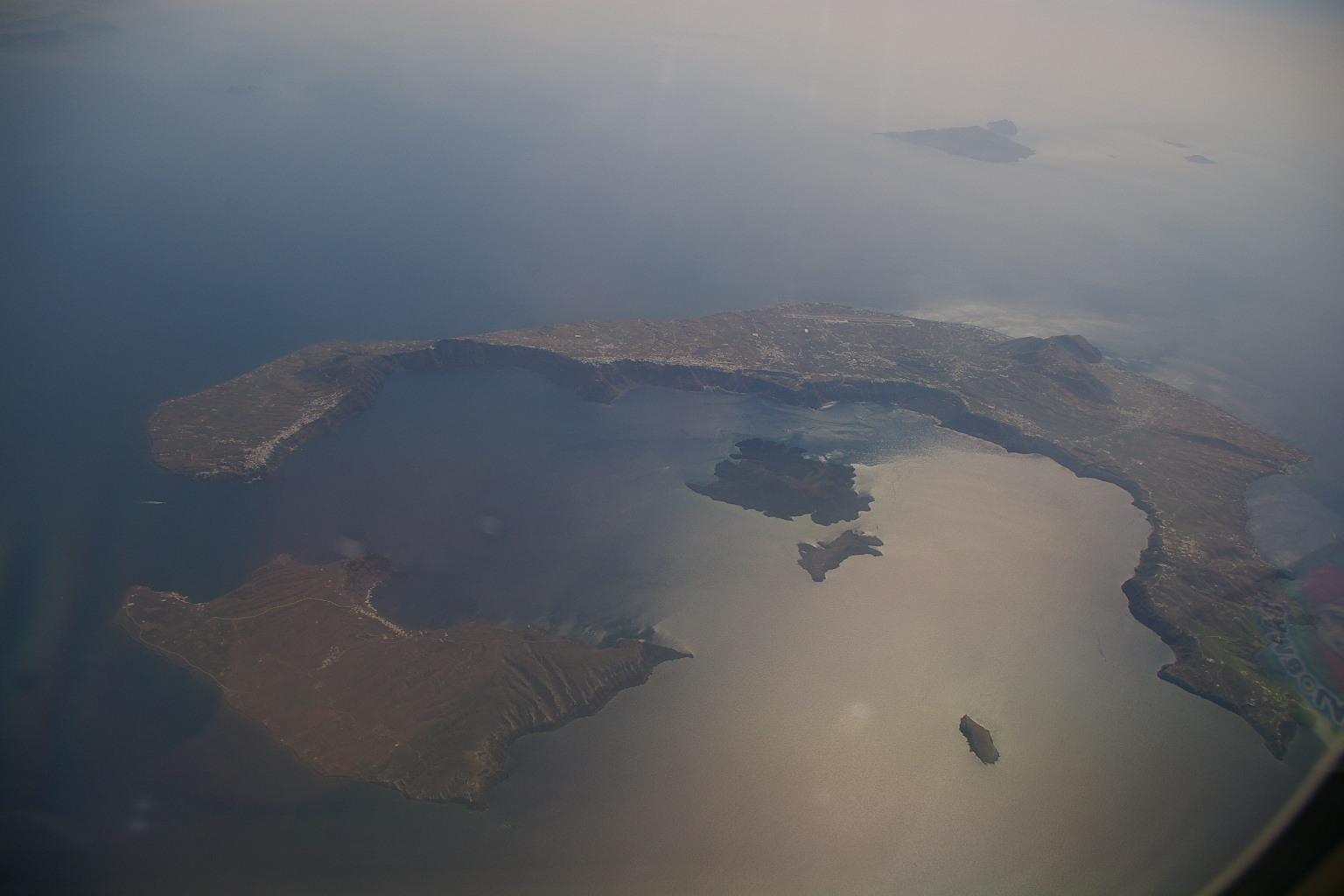
La caldera Santorini vista desde el aire.

La caldera mide unos 12 km x 7 km, con unos acantilados abruptos de 300 m de desnivel en tres de sus lados.
Existen dos pequeñas islas volcánicas en el centro de la caldera llamadas Nea ("Nueva") Kameni y Palea ("Vieja") Kameni.
Santorini, la isla principal, tiene un área de 75,8 km², Therasia 9,3 km², y las islas deshabitadas de Nea Kameni 3,4 km², Palea Kameni 0,5 km² y Aspronisi 0,1 km².
La belleza extraordinaria de las elevadas paredes de Santorini, adornadas con pueblitos de paredes blancas, combinados con un clima soleado y condiciones perfectas para la observación, la han convertido en un imán para los vulcanólogos, además de ser también un polo turístico del mar Egeo.

## Geología

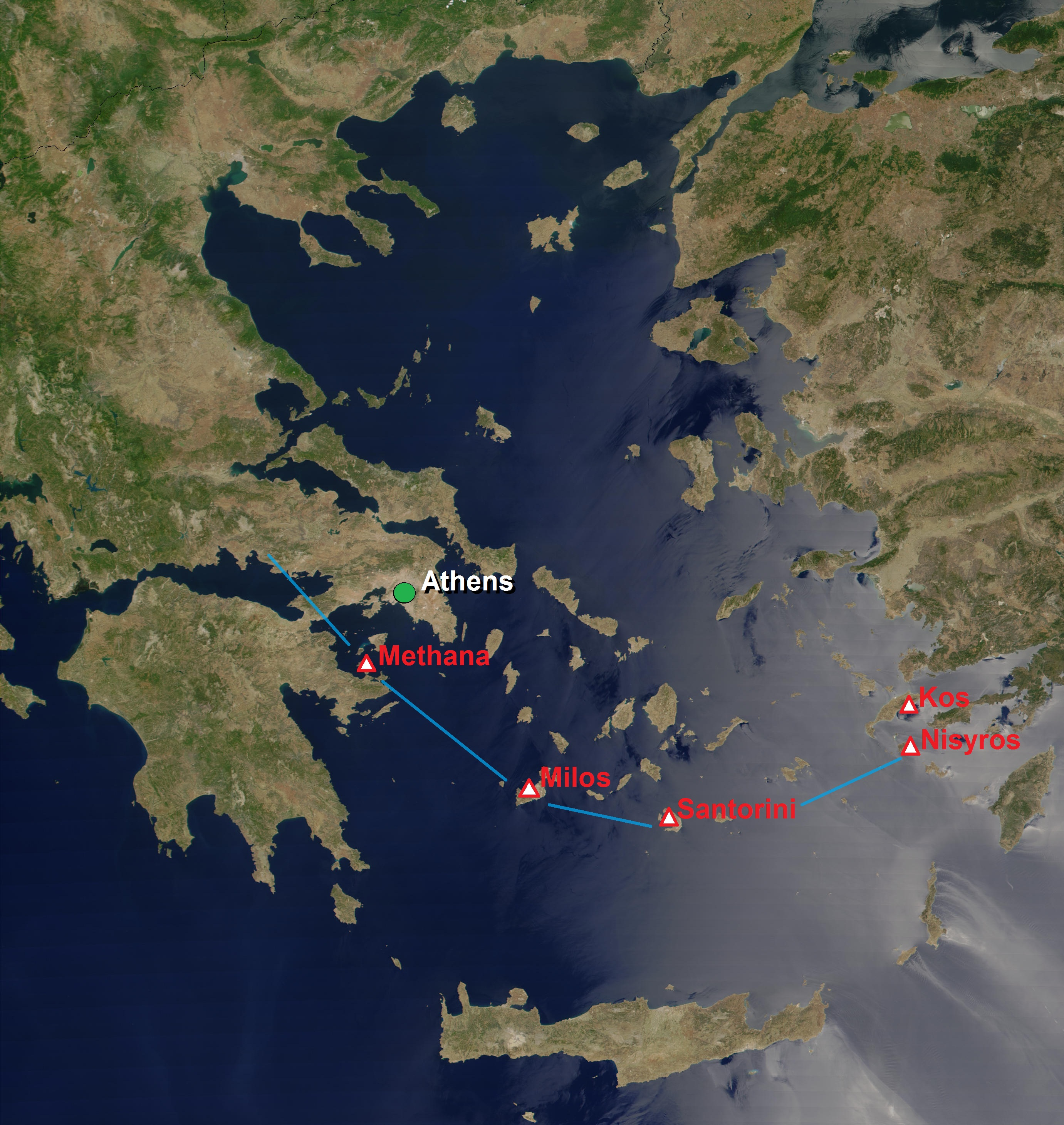
El arco volcánico del sur del Egeo incluye a los volcanes Methana, Milos, Santorini y Nisyros.

El complejo volcánico de Santorini es el sector más activo del arco volcánico del sur del Egeo, el cual incluye a los volcanes Methana, Milos, Santorini y Nisyros. Este complejo marca la subducción de la placa tectónica africana bajo la subplaca del Egeo que forma parte de la placa tectónica Euroasiática, deplazándose a una velocidad de 5 cm por año en dirección noreste. Esta subducción da como resultado sismos con focos a profundidades de 150–170 km.
Existen rocas no volcánicas expuestas en Santorini en la montaña Profitis Ilias, Mesa Vouno, en la cresta Gavrillos, Pirgos, Monolithos y el lado interno de la pared de la caldera entre el cabo Plaka y Athinios.
Las islas Kameni en el centro de la caldera están formadas por rocas de lava.

## Vulcanología

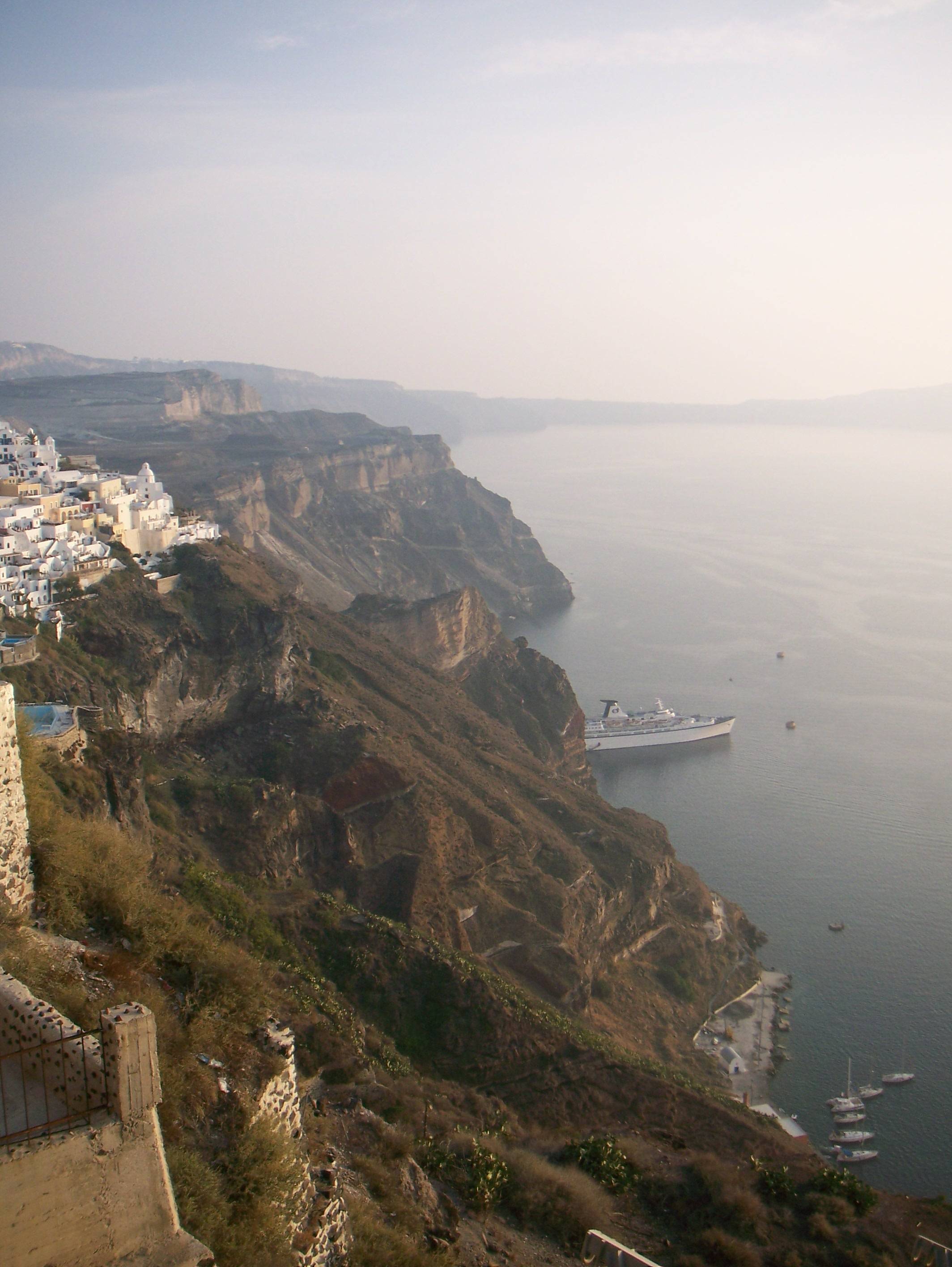
La pared de la caldera de la isla Santorini.

La caldera está formada por escudos de volcanes superpuestos, cortados por cuatro calderas parcialmente superpuestas, de las cuales la más antigua es la sur, que se formó hace unos 180 000 años. La caldera de Skaros se formó hace unos 70 000 años y la caldera del cabo Riva hace unos 21 000 años. La caldera actual se formó hace unos 3600 años durante la erupción minoica.
Palea Kameni y Nea Kameni se formaron como consecuencia de múltiples erupciones inicialmente submarinas en el centro de la caldera.
Aunque dormido, Santorini es un volcán activo. Numerosas erupciones menores y medianas, de tipo efusivo, han formado los escudos oscuros de Nea y Palea Kameni dentro de la caldera.
Su última erupción fue en 1950, y en la actualidad solo se observa actividad de fumarolas, principalmente dentro de los cráteres que han estado activos recientemente. Mediante instrumentación GPS se ha podido determinar que ha habido deformaciones en los alrededores de la caldera en los años 2011 y 2012.
La gran erupción minoica de Santorini en el siglo XVIII a. C. inspiró la leyenda de la Atlántida. Esta erupción se estima que tuvo un índice de 7, el grado más alto de una erupción con registro histórico, en el Índice de explosividad volcánica del Programa de Vulcanismo Global de la Smithsonian Institution.

## Historia de las erupciones
A continuación se presenta una lista de los principales eventos eruptivos de Santorini comenzando con la catastrófica erupción minoica, según la información recopilada por el Programa de Vulcanismo Global del Smithsonian:
| Fecha de inicio                         | Fecha de fin               | Características de la erupción |
| --------------------------------------- | -------------------------- | --- |
| 1610 a. C. ± 14 años (erupción minoica) | Desconocida                | Erupción por la chimenea central, erupción por fisura regional, erupción submarina, erupción explosiva, flujos piroclasticos, explosiones freáticas, muertes, amplios daños materiales, flujos de lodo, tsunami, colapso de la caldera, evacuación. |
| 197 a. C.                               | Desconocida                | Erupción por la chimenea central, erupción por fisura regional, erupción submarina, formación de una isla nueva, erupción explosiva. |
| 31 dic. 46                              | 1 de febrero 47 ± 30 días  | Erupción por la chimenea central, erupción por fisura regional, erupción submarina, formación de una isla nueva, erupción explosiva, flujos de lava, extrusión del domo de lava, tsunami.                                                           |
| 15 de julio 726 ± 45 días               | Desconocida                | Erupción por la chimenea central, erupción por fisura regional, erupción submarina, formación de una isla nueva, erupción explosiva, flujos de lava, extrusión del domo de lava, daño.                                                              |
| 1570                                    | 1573                       | Erupción por la chimenea central, erupción por fisura regional, erupción submarina, formación de una isla nueva, erupción explosiva, flujos de lava, extrusión del domo de lava.                                                                    |
| 27 sep. 1650                            | 6 dic. 1650                | Chimenea lateral, erupción por fisura regional, erupción submarina, formación de una isla nueva, erupción explosiva, flujos de lava, muertes, daño, tsunami.                                                                                        |
| 23 de mayo de 1707                      | 14 sept. 1711              | Erupción por la chimenea central, erupción por fisura regional, erupción submarina, formación de una isla nueva, erupción explosiva, flujos de lava, extrusión del domo de lava, daño.                                                              |
| 26 de enero de 1866                     | 15 de octubre de 1870      | Erupción por la chimenea central, erupción por fisura regional, erupción submarina, formación de una isla nueva, erupción explosiva, flujos de lava, extrusión del domo de lava, muertes, daño, evacuación.                                         |
| 11 de agosto de 1925                    | 17 de marzo de 1928        | Erupción por la chimenea central, erupción por fisura regional, erupción explosiva, explosiones freáticas, flujos de lava, extrusión del domo de lava.                                                                                              |
| 20 de agosto de 1939                    | 2 de julio de 1941 ± 1 día | Erupción por la chimenea central, erupción por fisura regional, erupción submarina, erupción explosiva, explosiones freáticas, flujos de lava, extrusión del domo de lava, daño.                                                                    |
| 20 de enero de 1950                     | 2 de febrero de 1950       | Erupción por la chimenea central, erupción por fisura regional, erupción submarina, erupción explosiva, explosiones freáticas, flujos de lava, extrusión del domo de lava.                                                                          |